# Campionati dell'Unione Pedestre Italiana 1905
I VII campionati dell'Unione Pedestre Italiana si svolsero presso il velodromo Umberto I di Vercelli il 18 giugno 1905. La gara di corsa 25 km si disputò sul percorso Vercelli-Stroppiana e ritorno; quella della marcia 30 km si corse invece sul percorso Vercelli-San Germano e ritorno.
Questi campionati si tennero a distanza di due anni dalla precedente edizione del 1903, in quanto nel 1904 fu organizzato un campionato podistico meridionale, riservato alle società dell'Italia meridionale e di Abruzzo e Roma. Il programma della manifestazione rimase invariato rispetto all'edizione precedente.

## Risultati
| Specialità   | Oro                                      | Prestazione | Argento                                   | Prestazione | Bronzo                                   | Prestazione |
| 100 m        | Gaspare Torretta SEF Mediolanum          | 11"3/5      | Pietro Cappellari Forza e Coraggio Milano | s/t         | Emilio Brambilla Forza e Coraggio Milano | s/t         |
| 1500 m       | Emilio Lunghi Sport Pedestre Genova      | 4'27"2      | Roberto Penna Cristoforo Colombo Genova   | a 3 metri   | Aduo Fava Fortitudo Bologna              | s/t         |
| 25 km        | Dorando Pietri La Patria Carpi           | 1h30'10"    | Giacinto Volpati Pro Italia Milano        | 1h31'40"    | Pericle Pagliani Società Podistica Lazio | 1h32'40"    |
| Marcia 30 km | Romano Zangrilli Società Podistica Lazio | 3h07'17"    | Colombo Salvucci Giovane Roma             | 3h10'00"    | Angelo Coccia Giovane Roma               | 3h14'10"    |